# Cerul și iadul (film din 1963)
Cerul și iadul este un film japonez din 1963, regizat de Akira Kurosawa.